# آشوگانج
آشوگانج (به لاتین: Ashuganj) یک منطقهٔ مسکونی در بنگلادش است که در ناحیه برهمن‌بریه واقع شده‌است. آشوگانج ۶۷٫۵۹ کیلومتر مربع مساحت و ۱۸۰٬۶۵۴ نفر جمعیت دارد.